# Thionia brevior
Thionia brevior är en insektsart som beskrevs av Fowler 1904. Thionia brevior ingår i släktet Thionia och familjen sköldstritar. Inga underarter finns listade i Catalogue of Life.